# 鲫鱼草
鲫鱼草（学名：Eragrostis tenella）是禾本科画眉草属的植物。分布于东半球热带地区、台湾岛以及中国大陆的广东、福建、湖北、广西等地，生长于海拔150米至1,650米的地区，一般生长在田野以及荫蔽之处，目前尚未由人工引种栽培。